# Lago Anderson
El lago Anderson está situado a unos 25 kilómetros al norte de la ciudad de Pemberton, en la Columbia Británica, y tiene una superficie de unos 28,5 km² y una longitud de unos 21 kilómetros. Su profundidad máxima es de 215 metros (705 pies). Es drenado por el río Seton, que alimenta al lago Seton y por lo tanto al río Fraser. Es alimentado por el río Gates, que drena desde la divisoria del puerto de Pemberton con el valle del río Birkenhead hacia Pemberton-Mount Currie.
Este y el Lago Seton eran originalmente el mismo lago, que resultó cortado por la mitad entre diez y veinte mil años atrás por un gran deslizamiento de tierra de la cara norte de la cordillera Cayoosh, que da frente al Lago Anderson en el este. En el lugar del deslizamiento se creó una localidad conocida hoy como Seton Portage, que combinada con el vapor Lady of The Lake desempeñó un papel clave en la ruta del Road Douglas durante la fiebre del oro del cañón Fraser de 1858-59. En su cabecera, cerca de la desembocadura del río Gates, se encuentra la comunidad de D'Arcy, cuyo nombre es N'quatqua. También en el lago se encuentra la comunidad de vacaciones/jubilaciones de McGillivray Falls que sirvió como centro de reubicación para los japoneses-canadienses durante su exilio forzoso de la costa de la Columbia Británica durante la Segunda Guerra Mundial.
Con vistas al lago desde el norte se encuentra el flanco sureste de la cordillera Bendor, a lo largo de cuya base corre el ferrocarril de la Columbia Británica, ahora propiedad de los Ferrocarriles Nacionales Canadienses y construido originalmente como el Pacific Great Eastern. Bordeando la cordillera Bendor  hay una carretera de una línea eléctrica, conocida como High Line Road, que conecta D'arcy con Seton Portage, y desde cerca de D'arcy un sendero atraviesa el puerto de McGillivray hasta las ciudades del oro de Bralorne y Pioneer y el resto de la parte superior del Bridge River Country.